# Imperial Chemical Industries
Imperial Chemical Industries (ICI) war ein britisches Chemieunternehmen mit Sitz in London. Zuletzt stellte ICI Anstriche und Spezialchemieprodukte (einschließlich Lebensmittelzutaten, speziellen Polymeren, elektronischen Materialien, Duft- und Aromastoffen) her. ICI beschäftigte ca. 32.000 Mitarbeiter und erwirtschaftete 2005 einen Umsatz von über 5,8 Milliarden Pfund.
2007 wurde das Unternehmen von AkzoNobel für 8,05 Milliarden Pfund (rund zwölf Milliarden Euro) übernommen und zerschlagen. Geschäftsbereiche von ICI, die für etwa 25 % des Umsatzes standen, wurden an den deutschen Henkel Konzern weiterverkauft.

## Geschichte

### Gründung und frühe Entwicklung
ICI wurde im Dezember 1926 als Fusion von vier Unternehmen, der Brunner-Mond, von Nobel Explosives, der United Alkali Company und der British Dyestuffs Corporation gegründet. Im Wettbewerb mit der amerikanischen DuPont und der deutschen I.G. Farben (die nach dem Zweiten Weltkrieg wieder in die Farbwerke Hoechst, BASF und Bayer AG entflochten wurden) produzierte das neue Unternehmen Sprengstoffe, Düngemittel, Insektizide, Farbstoffe, Industriechemikalien, Druckereimaterialien und Lacke. Sein Umsatz betrug bereits in seinem ersten Jahr 27 Millionen Pfund.
ICI spielte eine Schlüsselrolle bei der Entwicklung neuer Produkte einschließlich des Farbstoffs Phthalocyanin (1929), des Acrylkunststoffs Polymethylmethacrylat (1932), der zusammen mit DuPont entwickelten Dulux-Farben (1932), Polyethylen (1937), des ersten Sulfonamid-Antibiotikums Sulfamethazin, dem Antimalariamedikament Paludrine (1940), des Kunstfaserstoffs Terylene (1941, der in Deutschland unter der Bezeichnung Diolen von den Glanzstoffwerken vermarktet wurde), des Phosphorsäureesters VX (1950), des Inhalationsanästhetikums Halothan (1951), des Beta-Blockers Inderal (1965), des häufig bei Brustkrebs verwendeten Medikaments Tamoxifen (1978) und der hochwertigen Thermoplaste Polyetherketone (1979).
Die Metallsparte, ICI Metals Division, wurde 1962 als das Tochterunternehmen Imperial Metal Industries formiert und 1962 an die Börse gebracht, zunächst mit Imperial Chemical Industries als Hauptaktionär. 1978 wurde Imperial Metal Industries unabhängig von Imperial Chemical Industries.
Einer seiner wichtigsten Produktionsstandorte befand sich in Billingham im nordostenglischen County Durham. Zwischen 1971 und 1988 betrieb ICI dort einen kleinen Forschungskernreaktor vom Typ TRIGA Mark I, der von General Atomics gebaut wurde.

### Ausgliederungen und Weiterentwicklungen
Wegen seines großen Erfolgs als Pharmaunternehmen gründete es 1957 ICI Pharmaceuticals. 1971 übernahm ICI das US-amerikanische Unternehmen Atlas Chemical Industries, das später unter ICI America Inc. firmierte. Im Jahr 1987 übernahm ICI die Firma SES und stieg damit in die Züchtung von Zuckerrübensaatgut ein. Ende der 1980er Jahre geriet der bedeutendste britische Chemiekonzern in eine Krise und führte Massenentlassungen durch. Auch aus dem in Großbritannien über mehr als ein Jahrhundert üblichen, gehaltsbezogenen Betriebsrentensystem stieg ICI aus, nachdem aufgrund neuer Bilanzierungsrichtlinien eine Deckungslücke von 450 Millionen Pfund offenbar wurde.
1993 entschied die Unternehmensleitung, den Geschäftszweig Pharma Bioscience aus dem Chemiegeschäft auszugliedern. Pharmazie, Agrochemie, Spezialchemie und Biologieprodukte wurden in ein neu gegründetes Unternehmen mit Namen Zeneca Group eingebracht, das unter dem CIO David Barnes unabhängig wurde und 1999 mit dem schwedischen Konzern Astra AB zu AstraZeneca fusionierte, einem der größten Pharmaunternehmen weltweit. Der Chemiekonzern ICI verabschiedete sich in den 1990er Jahren außerdem von der Hauptmasse der Industriechemikalien hin zu Spezialchemikalien in der Hoffnung, dass sein Geschäft damit weniger konjunkturabhängig und renditeträchtiger werde und langfristig größere Wachstumschancen besitze. Dennoch ist seine finanzielle Performance bis heute erratisch, seine Kursentwicklung volatil.
1997 verkaufte ICI seine australische Tochter ICI Australia, die seit 1998 unter Orica firmiert. 2002 verkaufte ICI seine 30-prozentige Beteiligung an die Huntsman Corporation. 2003 gab es Meldungen, ICI plane den Verkauf seines amerikanischen Klebstoff- und Stärkeproduzenten National Starch an Henkel, der mit 9700 Beschäftigten und einem Umsatz von 2,8 Milliarden Euro 30 Prozent zum Gesamtumsatz des Konzerns ICI beitrug. Stattdessen wurde dann 2006 das Geschäft mit Kachelkleber und Fugenmasse Cimsec an Henkel verkauft, das ICI ähnlich wie vorangegangene Verkäufe zur Schuldentilgung verwendete.

### Übernahme und Zerschlagung
Am 13. August 2007 wurde mitgeteilt, dass AkzoNobel ICI für rund 12 Milliarden Euro übernehmen werde. Gleichzeitig wurden die Sparten Adhesives (Klebstoffe) und Electronic Materials für 3,7 Milliarden Euro an die Firma Henkel weiterverkauft.
Im mit einem Transaktionswert von 3,6 Milliarden Pfund bis dato größten Verkauf von Pensionsverpflichtungen gingen diese im Frühjahr 2014 an Legal & General und Prudential plc über.
Während einer langen Zeit im 20. Jahrhundert wurde ICI generell als führendes Unternehmen in Großbritannien betrachtet. Der Ausdruck „the chairman of ICI“ wurde umgangssprachlich für eine führende Persönlichkeit im britischen Geschäftsleben angesehen. Dennoch fiel der einzigartige Status von ICI während der letzten Jahrzehnte kontinuierlich und sein einzigartiges Prestige ist heute verflogen. Zuletzt war ICI nur noch ein mittelgroßes Unternehmen der globalen chemischen Industrie, das eine unmoderne Industrie mit geringer Rendite und geringen Wachstumsaussichten darstellte. Es gehörte zu den kleineren Bestandteilen des britischen Börsenindex FTSE 100, weitaus kleiner als sein einstiges Tochterunternehmen AstraZeneca. In Deutschland war ICI durch die Töchter ICI Paints und Ilford ein Begriff; letztere gehörte bis 1989 zu dem britischen Chemiegiganten.
ICI verfügte über einige bekannte Marken (die jetzt zu AkzoNobel gehören):
- Dulux für Wandfarben und Malerwerkzeuge,
- Xyladecor und Consolan für Holzschutzmittel,
- Hammerite für Metallschutzfarben,
- Molto für Spachtelmassen, Klebstoffe und spezielle Reinigungs- und Lösungsmittel.

## Trivia
Bei einem Besuch Eric Woolfsons bei Imperial Chemical Industries wurde die britische Band The Alan Parsons Project zur Produktion ihrer Schallplatte Ammonia Avenue inspiriert, weil das Erste, was Eric Woolfson zu Gesicht kam, weder Menschen noch Bäume waren, sondern eine Straße mit kilometerlangen Rohren und ein Schild, auf dem Ammonia Avenue zu lesen war.
Die Deutschlandniederlassung von ICI in Östringen war 1972 der erste Kunde der damals in Gründung befindlichen Firma SAP und ersetzte im Einkauf das System der Lochkarte durch ihr eigenes entwickeltes System „Material-, Informations- und Abrechnungssystem (MIAS)“